# Tam Quan (phường)
Tam Quan là một phường thuộc tỉnh Gia Lai, Việt Nam.

## Địa lý
Phường Tam Quan nằm ở phía bắc thị xã Hoài Nhơn cũ, có vị trí địa lý:
- Phía đông giáp phường Hoài Nhơn
- Phía tây giáp xã An Lão
- Phía nam giáp phường Hoài Nhơn Tây và phường Hoài Nhơn
- Phía bắc giáp phường Hoài Nhơn Bắc

Phường Tam Quan có diện tích 29,82 km², dân số năm 2025 là 24.858 người, mật độ dân số đạt 833,6 người/km².

## Hành chính
Phường Tam Quan được chia thành 18 khu phố: 1, 2, 3, 4, 5, 6, 7, 8, 9, An Quý Bắc, An Quý Nam, An Sơn, Hội An, Hội An Tây, Tân An, Tân Trung, Thành Sơn, Thành Sơn Tây.

## Lịch sử
Trước đây, Tam Quan là một xã thuộc huyện Hoài Nhơn.
Xã Tam Quan được thành lập vào ngày 7 tháng 11 năm 1986 trên cơ sở tách một phần diện tích và dân số của xã Tam Quan Bắc.
Sau khi thành lập, xã Tam Quan có 720 ha diện tích tự nhiên và 9.925 người.
Ngày 26 tháng 12 năm 1997, thành lập thị trấn Tam Quan trên cơ sở toàn bộ 684,0 ha diện tích tự nhiên và 11.833 người của xã Tam Quan.
Ngày 22 tháng 4 năm 2020, Ủy ban Thường vụ Quốc hội ban hành Nghị quyết số 932/NQ-UBTVQH14 về việc thành lập thị xã Hoài Nhơn và các phường thuộc thị xã Hoài Nhơn (nghị quyết có hiệu lực từ ngày 1 tháng 6 năm 2020). Theo đó, thành lập phường Tam Quan thuộc thị xã Hoài Nhơn trên cơ sở toàn bộ 7,22 km² diện tích tự nhiên và 11.990 người của thị trấn Tam Quan.
Ngày 28 tháng 4 năm 2025, Hội đồng Nhân dân tỉnh Bình Định thông qua Nghị quyết về chủ trương sắp xếp đơn vị hành chính cấp xã của tỉnh Bình Định, trong đó sáp nhập các phường thuộc thị xã Hoài Nhơn (nghị quyết có hiệu lực từ ngày 1 tháng 7 năm 2025). Theo đó, sáp nhập toàn bộ 22,6 km2 diện tích tự nhiên, dân số 10.761 người của xã Hoài Châu vào phường Tam Quan.

## Kinh tế - xã hội
Tam Quan có hai trường trung học phổ thông là Trung học Phổ thông Nguyễn Trân và Trung học Phổ thông Tam Quan, có một trung tâm y tế, xí nghiệp may và nhiều cơ quan trụ sở khác.
Tam Quan đặc trưng với rừng dừa rộng lớn, với các đặc sản như mè xửng, bánh trán nước dừa, bún, ngoài ra còn có một đặc sản nữa cũng khá được ưa chuộng đó là nước mắm.